# Inge Bakker-van Assen
Inge Bakker-van Assen (ca. 1943) is een Nederlands politicus van de VVD.
Begin 1989 werd ze de burgemeester van de Zuid-Hollandse gemeente Westvoorne en na de gemeentelijke herindeling van Noord-Brabant op 1 januari 1997 volgde haar benoeming tot burgemeester van Bergeyk (in 1998 hernoemd tot de gemeente Bergeijk). Rond september 2001 maakte ze bekend niet voor een tweede termijn te gaan waarna ze in februari 2002, na 22 jaar openbaar bestuur, vervroegd uittrad.